# 比伯爾河
47°40′45″N 8°48′22″E / 47.67917°N 8.80611°E

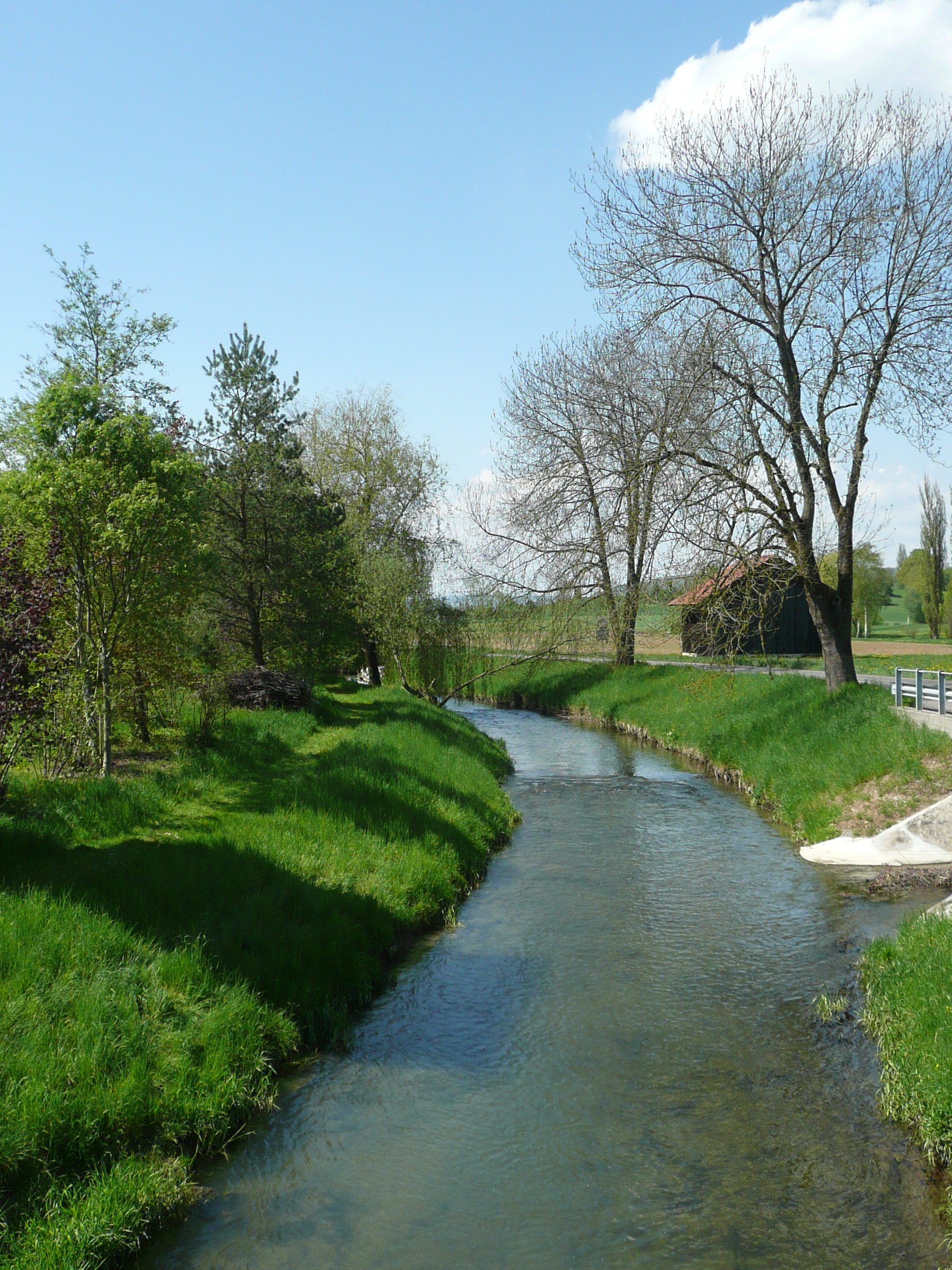
比伯爾河

比伯爾河（德語：Biber）是中歐的河流，位於德國和瑞士之間接壤的邊境，河道全長23.8公里，發源自滕根，最終在赫米紹芬以西注入萊茵河，河畔城鎮有塔英根。